# Scelio afer
Scelio afer är en stekelart som beskrevs av Jean-Jacques Kieffer 1905. Scelio afer ingår i släktet Scelio och familjen Scelionidae. Inga underarter finns listade i Catalogue of Life.